# ويليام غراي (سياسي)
ويليام غراي هو سياسي كندي، ولد في 31 أغسطس 1862، وتوفي في 12 ديسمبر 1916. انتخب عضو مجلس العموم الكندي.